# Davide Maria Desario
Davide Maria Desario (Roma, 11 febbraio 1971) è un giornalista e scrittore italiano.

## Biografia
Nato a Roma da Luciana Modonesi e Vincenzo Desario, si laurea in scienze politiche ad indirizzo economico-internazionale presso la Libera Università degli Studi 'San Pio V' di Roma. Nel 1999 inizia a lavorare come reporter per My-Tv. Nel 2001 viene assunto a Il Messaggero nella redazione della cronaca di Roma. Nel 2013 diventa caporedattore e responsabile del sito web della testata giornalistica Il Messaggero;  nel 2018 viene nominato direttore del quotidiano Leggo, la freepress del Gruppo Caltagirone. 
Nel 2022 è stato nominato presidente della giuria dal Ministro della Cultura per la selezione della città "Capitale italiana della cultura" per l'anno 2025.
A luglio 2023 ha assunto la direzione dell'agenzia di stampa Adnkronos. Sempre nel 2023 viene confermato presidente della giuria per la selezione della “Capitale italiana della Cultura” per l’anno 2026, incarico che gli viene affidato anche per l’edizione del 2027.

## Opere
- Storie bastarde. Quei ragazzi cresciuti tra Pasolini e la Banda della Magliana, Avagliano Editore, 2010
- #RomaBarzotta. Cronache di una città sempre a metà, Avagliano Editore, 2015
- #RomaBarzotta 2. Nuove cronache di una città sempre a metà, Avagliano Editore, 2017
- Storie bastarde. Quei ragazzi cresciuti tra Pasolini e la Banda della Magliana, Avagliano Editore, 2024 (nuova edizione con la prefazione di Francesca Fagnani)

## Premi e onorificenze
- Amalfi Coast Media Award (2009)[4]
- Premio cronista dell'anno (2008)
- Magna Grecia Awards (2022)[5]